# Coppa Bernocchi 1925
La Coppa Bernocchi 1925, settima edizione della corsa, si svolse il 15 settembre 1925 su un percorso di 235 km. Era valida come evento del circuito UCI categoria CB1.1. La vittoria fu appannaggio dell'italiano Luigi Mainetti, precedendo i connazionali Domenico Piemontesi e Giuseppe Pancera. L'arrivo e la partenza della gara furono a Legnano.

## Ordine d'arrivo (Top 10)
| Pos. | Corridore           | Squadra | Tempo |
| ---- | ------------------- | ------- | ----- |
| 1    | Luigi Mainetti      | -       | N.D.  |
| 2    | Domenico Piemontesi | Ancora  | N.D.  |
| 3    | Giuseppe Pancera    | -       | N.D.  |
| 4    | N.D.                | -       | N.D.  |
| 5    | N.D.                | -       | N.D.  |
| 6    | N.D.                | -       | N.D.  |
| 7    | N.D.                | -       | N.D.  |
| 8    | N.D.                | -       | N.D.  |
| 9    | N.D.                | -       | N.D.  |
| 10   | N.D.                | -       | N.D.  |